# Wanderzünsler
Der Wanderzünsler (Nomophila noctuella) ist ein Schmetterling aus der Familie der Crambidae. 

## Merkmale
Die bräunlich gefärbten Falter erreichen eine Flügelspannweite von 26–32 mm. In Ruhestellung erscheint der Schmetterling sehr verlängert und schlank und ist dadurch unverwechselbar. Die Vorderflügel weisen in der Diskalregion zwei größere Makel sowie in der Postdiskalregion einen großen Makel auf.

## Verbreitung
Die Schmetterlingsart kommt in der Paläarktis und in der Paläotropis vor. In Europa weist die Art ein Wanderverhalten auf. Im Frühjahr fliegen die Schmetterlinge aus dem Mittelmeerraum nach Mitteleuropa.

## Lebensweise
Die aus dem Süden eingewanderten und die überwinternden Wanderzünsler fliegen zwischen Mai bis August, während die Falter der neuen Generation von August bis Ende Oktober zu beobachten sind. Die Schmetterlinge werden nachts von Lichtquellen angelockt. Die Raupen fressen an Klee (Trifolium), Luzerne (Medicago sativa), Vogelknöterich (Polygonum aviculare), Weizen (Triticum), Heidelbeeren (Vaccinium) und an verschiedenen Gräsern (Poa). Sie verpuppen sich gewöhnlich in einem Kokon, der an den Blättern ihrer Futterpflanzen angeheftet ist. Die Art überwintert üblicherweise als Puppe.